# Wringinrejo (Gambiran)
Wringinrejo is een bestuurslaag in het regentschap Banyuwangi van de provincie Oost-Java, Indonesië. Wringinrejo telt 5535 inwoners (volkstelling 2010).